# HD 91056
HD 91056，又名CP-63 1440，SAO 250979、HR 4120，是一颗恒星，视星等为5.29，位于銀經288.16，銀緯-5.47，其B1900.0坐标为赤經10h 25m 33s，赤緯-63° -5.47′ 38″。